# Sogamoso (rijeka)
Sogamoso je rijeka u Kolumbiji, pritoka rijeke Magdalene. Pripada slijevu Karipskog mora.